# Serrat de la Pedra
La Serrat de la Pedra és una serra situada al municipi de Gósol a la comarca del Berguedà, amb una elevació màxima de 1.734 metres.